# Zezeh Barbosa
Maria José Barbosa e Silva, född 19 mars 1963 i Osasco, är en brasiliansk skådespelare.